# 長友佑都
長友 佑都（ながとも ゆうと、1986年9月12日 - ）は、愛媛県東予市（現：西条市）出身のプロサッカー選手。Jリーグ・FC東京所属。ポジションはディフェンダー（右サイドバック、左サイドバック）、ミッドフィールダー（ウイングバック、サイドハーフ）。日本代表。
妻はタレントで女優の平愛梨。

## 経歴

### 生い立ち
愛媛県西条市（旧・東予市）生まれ。父の実家は大きな新聞販売所を経営しており、父方の祖父母の家で三世代で暮らしていた。小学1年生の時にサッカーを始めた。
小学3年生の頃に両親が離婚し、母の地元西条市の実家近くへ引っ越す。母子家庭であることを周囲に隠したがっていた。
西条市立神拝小学6年生の時に愛媛FCジュニアユースのセレクション不合格。
西条市立北中学校在学時に恩師である井上博に出会い、この時期の走り込みにより現在の豊富な運動量のベース、体幹が作られている。2001年のU-15全日本ユース選手権では県3位の成績を残した。
2002年、サッカーの強豪東福岡高校に進学。森重潤也の下で2年生時に1ボランチとしてレギュラー入りしたが、地区選抜などには選ばれず全国的には無名だったためスポーツ推薦を得られず、進学先の明治大学政治経済学部には指定校推薦で入学した。高校時代の同級生には近藤徹志、ラグビー日本代表の豊田将万などがいる。

### 明治大学時代
2005年、明治大学サッカー部入部。神川明彦監督によって右サイドバックへコンバートされた。神川は長友を右サイドバックにコンバートした理由について、フィジカルの強さ、走力、攻撃の完結力を生かすためであると語る。このポジションでのプレーをものにしつつあった矢先、入部早々に発症した椎間板ヘルニアを再発。試合に出場できずスタンドで応援する日々が続いた。
2006年8月にかけて復帰し、後期リーグの開幕戦で入部以来初の先発出場。椎間板安定の為に腰周りの体幹筋を鍛えたことも奏功し、復帰後3試合ほどで神川が「別格」と評するほどのプレーを見せるようになった。身体能力の強さから3バックで臨む際にはセンターバックを務めたこともあった。ここから急速に頭角を現し、全日本大学選抜やユニバーシアード代表にも選出された。同学年には藤田優人、林陵平、橋本晃司らがいた。
2007年3月に行われたFC東京との練習試合におけるFWリチェーリとのマッチアップが当時の監督・原博実などFC東京関係者の関心を引き、5月から特別指定選手としてFC東京の練習に参加。7月8日のナビスコカップ準々決勝の対横浜FM戦で途中起用され公式戦デビュー。さらにU-22日本代表として北京オリンピックアジア二次予選のマレーシア戦に選出。右ウイングバックで出場し、ダイビングヘッドでの先制点に加えてPKを獲得するなどの活躍を見せた。

### FC東京時代（第1次）
大学卒業を待たずしてプロに進むことを決意し、2008年に在学したままサッカー部を退部してFC東京と正式契約を結んだ。神川は長友を2008年度のサッカー部副将に据えるつもりでいたが、長友の強い決意に触れてこれを撤回。サッカー部を1年残して退部しFC東京とのプロ契約を決断した理由の一つに、「女手一つで自分を含む3兄弟を育てる母に経済的に早く楽をさせたかった」ことを挙げている。3月8日、リーグ開幕戦の神戸戦から、前年までレギュラーだった金沢浄らを押しのけて先発出場を果たす。5月3日、第10節大宮戦でJリーグ初得点を決めた。東京加入後の主ポジションは左サイドバックであったが、同年後半、当時の監督城福浩は、東京のその時点でのチーム状況や対戦相手の選手の特長によって、右サイドバックを主としていた徳永悠平と長友を左右入れ替えて起用した。
5月18日には岡田武史率いる日本代表に初招集され、5月24日のキリンカップコートジボワール戦にフル出場して代表初出場を記録。11月13日のキリンチャレンジカップ・シリア戦では先制のミドルシュートを決め代表初得点を記録した。また、同年の北京オリンピック日本代表に選出され本大会にも出場したが、チームはグループリーグ3戦全敗に終わり、後に「余裕がなかった」「思い通りのプレーはできなかった」と語っている。
2009年からはフィジカルコーチの土斐﨑浩一とともにアップダウンの質の向上を目指し走法の改良に着手。運動量と、強靭なフィジカルを活かしたスピード感のあるプレーに磨きをかけた。同年12月に日本代表の特別講師を務めた川本和久からは、代表選手の中で唯一長友だけが「文句なし」のランニングフォームであると評価された。同年後半からは攻撃の駒としてサイドハーフに上がり、サイドバックには椋原健太らが投入されるという起用法も見られ、FC東京のナビスコカップ優勝に貢献するなど、ユーティリティー性を発揮し、この年のJリーグベストイレブンにも選出された。なお、FC東京加入による明治大学サッカー部退部後も大学には在籍し、2009年度に同大学の政治経済学部を卒業した。
2010年の南アフリカワールドカップでは、全4試合に左サイドバックでフル出場を果たした。グループリーグ第1戦のカメルーン戦では後にチームメイトとなるサミュエル・エトオを徹底マークし完封、第2戦のオランダ戦においては途中出場したエルイェロ・エリアのポジションに合わせて右サイドバックにポジションチェンジするなどエースキラーとして活躍し、日本代表の決勝トーナメント進出に大きく貢献した。同大会から国際サッカー連盟（FIFA）が導入したレーザー計測によると、長友のトップスピードは第1戦のカメルーン戦では時速30.13 km、第2戦（オランダ）では同26.70 km と、両試合共に対戦相手を含めて最速を記録した。また、この活躍により地元の愛媛県から愛媛県文化・スポーツ賞を授与された。
7月14日、ワールドカップでの活躍が評価され、セリエAに20シーズンぶりに昇格したACチェゼーナへ買い取りオプション付きでのレンタル移籍が決定。退団セレモニーの際は「みなさんと別れるつもりはありません。世界一のサイドバックになって、また青赤のユニホームを着たいです」と涙ながらに語り、FC東京サポーターから拍手でイタリアに送り出された。

### ACチェゼーナ時代

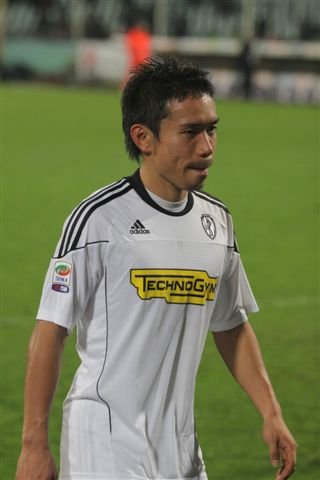
チェゼーナ時代 (2010年)

チェゼーナでは自ら希望した背番号5番を譲り受け、左サイドバックとして開幕戦のローマ戦からフル出場。当時のチェゼーナ監督のマッシモ・フィッカデンティからは「長友は左右どちらもいいが、ポゼッションとビジョンの点では左の方がいい」と評され、試合に応じ両サイドで起用（試合展開によっては前線に入る）され、11月21日の第13節パレルモ戦ではチェゼーナ加入以来初となるアシストを決めた。その後、12月18日の第17節カリアリ戦までフィールドプレーヤーではチーム唯一の全試合フル出場を続け、強化部長のロレンツォ・ミノッティからは「（長友は）とてもいいプレーをキープしており、人間的にも素晴らしくロッカールームを団結させる存在」と高く評価された。また、本人もセリエAでの経験から、トップレベルの相手に対する間合いの取り方を体得し、走力、フィジカルの更なる向上の手応えを掴んだと語っている。
2011年に開催されたアジアカップでは全6試合にフル出場（日本代表では長友と今野泰幸のみ）し、決勝のオーストラリア戦では試合途中に左サイドバックから左サイドハーフにポジションを上げて、李忠成の決勝点をアシストするなど日本代表のアジア制覇に貢献した。

### インテル・ミラノ時代

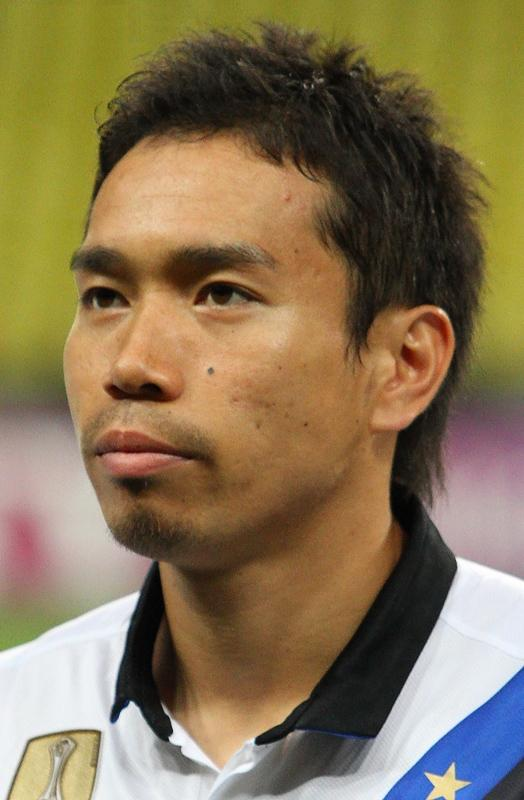
インテル時代 (2011年)

2011年1月31日、移籍金約2億円で チェゼーナへ完全移籍した。しかし冬の移籍市場の最終日でもある同日、元鹿島アントラーズ、元サッカーブラジル代表で、前年12月にインテル監督に就任したばかりのレオナルドの熱望もあり、ダビデ・サントンとのトレードで、2010-2011シーズン終了まで電撃的にレンタル移籍が決定した。背番号は55番。
同年2月6日、セリエA第24節ローマ戦でインテルでのデビューを飾り、3月6日の第28節ジェノア戦にてセリエA初得点を決めた。3月15日、UEFAチャンピオンズリーグ決勝トーナメント1回戦2ndレグのバイエルン・ミュンヘン戦では、途中出場で日本人4人目となるCL決勝トーナメント出場を果たし、アウェーでの勝利に貢献。準々決勝では内田篤人が所属するシャルケ04との対戦となり、CL初の日本人対決を演じ、2ndレグでは両チーム最長の走行距離を記録し、地元紙から高評価を得たものの、チームはここで敗退。5月22日のリーグ最終節カターニア戦ではリーグ戦2得点目を挙げた。5月29日、シーズン最終戦となったコッパ・イタリア決勝のパレルモ戦では右SBとしてフル出場し、イタリアでの初タイトルを手にした。
2011-12シーズンの始動日となった7月1日、5年契約でインテルへの完全移籍が発表された。12月10日の第15節フィオレンティーナ戦と、12月13日の第11節（悪天候による延期開催）ジェノア戦で自身初の2試合連続ゴールを挙げ、12月21日のレッチェ戦では2アシストの活躍を見せた。2011-12シーズンのインテルは不振により、2度の監督交代があり、交代当初は起用されないこともあったが、最終的にレギュラーの座を確保した。
2012年10月7日のセリエA第7節ACミランとのミラノダービーで2枚のイエローカードを受け、自身初の退場処分となった。12月9日に行われたセリエA第16節ナポリ戦でイタリアでの公式戦100試合出場を果たした。2013年1月にはレアル・マドリードへの移籍が噂されたがインテルでのパフォーマンスに集中したいとコメントし、クラブへの残留を強調した。2013年2月25日、第26節のミラノダービーで同点ゴールをアシストするも直後に左膝を負傷し途中退場。以後、出場から遠ざかり4月14日の第32節カリアリ戦で復帰するも左膝痛を再発しわずか8分で負傷退場となってしまった。後日、左膝半月板損傷と診断され手術が必要とされたが、保存療法を選択することで手術を回避し、シーズン終盤に復帰を果たした。
2013年8月27日の2013-14シーズンのセリエA開幕戦ジェノア戦では1年8ヶ月ぶりの得点を挙げ、第2節のカターニャ戦でもヘディングシュートを決め、2試合連続ゴール。得点に絡むべく、ゴール前に走り込むプレーを繰り返した。同年12月22日のミラン戦において、後半に交代でピッチを去るエステバン・カンビアッソからキャプテンマークを受け継ぎ、移籍4シーズン目にして初めてゲームキャプテンを任された。この年、アジアサッカー連盟から国際最優秀選手賞に選出された。2013-14シーズンはシーズン通して大きな怪我もなく、最終的に自己最多の5得点6アシストを記録するなど 攻撃面でも大きな向上を見せたが、チームは2年連続でCL出場権を逃した。
2014年のFIFAワールドカップではグループリーグ全試合にフル出場。第1戦コートジボワール戦では本田圭佑の先制ゴールをアシストしたが、自身の背後のスペースを狙われて 左サイドで数的不利の状況を作られ連続失点。走行距離では3試合で、スプリント数及び最高時速では2試合で両チームトップの記録を残すなど死力を尽くしたが、2戦目・3戦目での攻撃参加は得点に結びつかずグループリーグ敗退に終わった。
2014-15シーズン、インテルの副主将に就任。2015年1月開催のAFCアジアカップでは準々決勝UAE戦で右太もも肉離れを起こし、日本代表もここで敗退。同大会後、初の先発出場となった同年2月のパレルモ戦でも右太ももを痛め、長期離脱。これが、長友にとってシーズン4度目の故障となった。5月のラツィオ戦から戦列復帰。
2015-16シーズン当初は、サイドバックの補強が進められたために長友は余剰人員となり サイドバックでのポジション争いにすら参加できず 一時は売却対象となった。イタリア国内外から複数のオファーが寄せられたが、インテル残留を希望し移籍を拒否。残留は叶ったものの、途中出場した第2節カルピ戦で失点に絡むミスをしたことも重なり 苦しい立場は続き 第3節から第8節までは出場機会なし。しかし、放出確実と目される中でもコンディション作りを怠ることなく、約2ヶ月ぶりの出場、シーズン初先発となった第9節パレルモ戦では気持ちの入ったプレーで好アピール。第11節ローマ戦でも守備に冴えを見せ、復権に成功した。クラブからは契約の更新を打診され、2016年4月に2019年6月末までの契約延長を発表。同年にはマンチェスター・ユナイテッドFC、リヴァプールFCからのオファーが届いたが、インテルでのプレーを希望し拒否した事をクラブの公式サイトで明かした。
2017年4月15日、第32節のACミランではミラノダービーでフル出場を果たした。シーズン終了後には移籍の噂も報道されたが、残留した。
2017-18シーズン、9月17日に行われた第4節のFCクロトーネ戦で途中出場し、インテル通算200試合を達成した。シーズン序盤はレギュラーの座を確保していたが、11月19日のアタランタBC戦以降はダビデ・サントンや新加入のダウベルト、ジョアン・カンセロなどとポジション争いを繰り広げている。
2017年11月10日の国際親善試合ブラジル戦で日本代表では7人目となる国際Aマッチ100試合出場を達成。

### ガラタサライ時代
インテル加入以降、数々の選手とのポジション争いを制してきたが2017年11月頃から出場機会が激減。2018年1月31日、出場機会を求め、トルコ・スュペル・リグのガラタサライSKへ期限付き移籍。4月29日、第31節のベシクタシュJK戦とのダービーではアシストを記録して勝利に貢献した。2月5日の20節以降のリーグ戦には全てスタメン出場し、5月20日の最終戦にもフル出場してチームは勝利、ガラタサライの3年ぶり21度目のリーグ優勝に貢献した。シーズン終了後に、ガラタサライへの完全移籍が発表された。

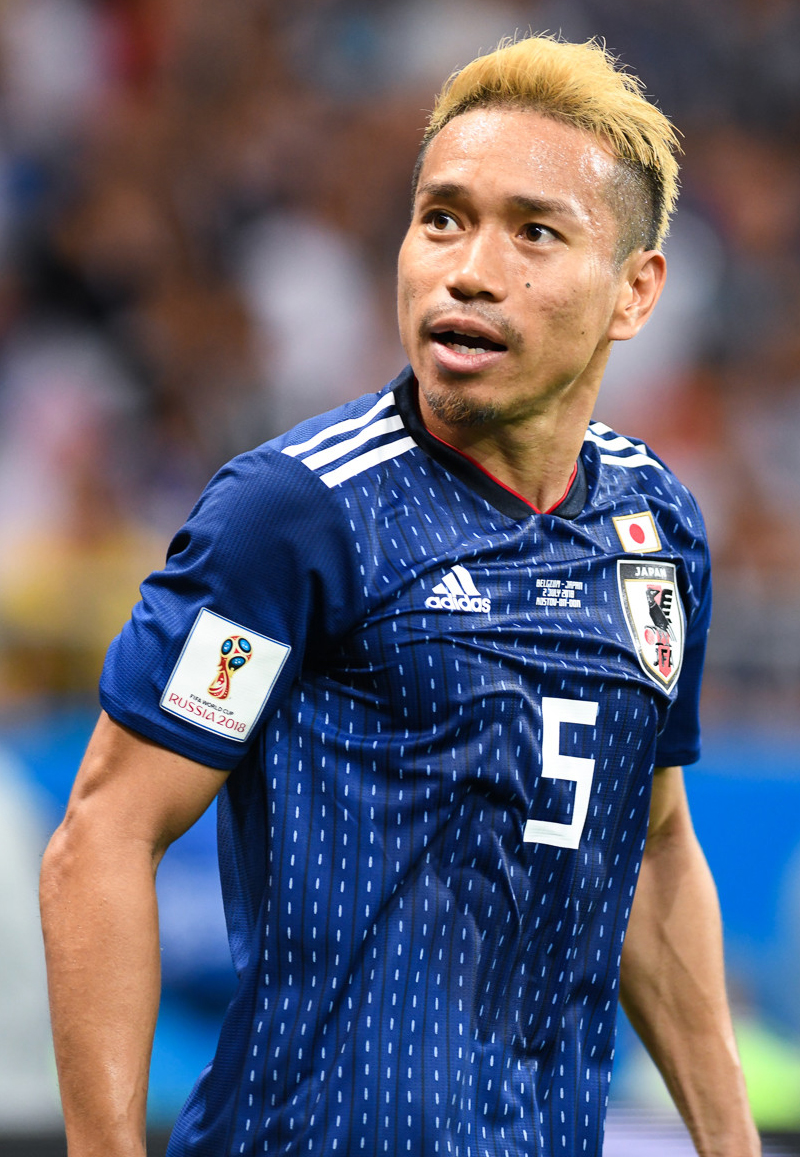
ロシアワールドカップには髪を金に染めて臨んだ

6月、ロシアワールドカップのメンバーに選出され、W杯3大会連続出場を果たす。大会前に髪色を金にして話題を集めた。グループリーグ3試合にフル出場し、第2戦のセネガル戦では乾貴士の得点をアシストし、GL突破に貢献。しかし、チームは決勝トーナメント1回戦で敗れてベスト16止まりとなった。3大会でW杯11試合出場は、川島、長谷部と並び日本人最多出場となった。
2019年1月、AFCアジアカップ2019のメンバーに選出され、アジアカップ3大会連続出場を果たした。大会では、レギュラーとして活躍するも、チームは準優勝となった。2月24日に行われた第23節のアクヒサル・ベレディイェスポル戦で十字靱帯損傷により戦列離脱となったが、4月20日に行われた第29節のカイセリスポル戦で復帰し、その復帰戦で移籍後初ゴールを挙げた。
2020年は、外国人選手の人数規定によりガラタサライ側から戦力外通告を受けた。同年6月30日に契約満了し退団した。

### マルセイユ時代
2020年8月31日、リーグ・アンに所属するオリンピック・マルセイユへ加入した。背番号は25番。9月20日、リール戦でデビューした。リーグ・アン第26節のナント戦で移籍後初アシストをした。2021年7月、1年でマルセイユ退団が発表された。

### FC東京復帰
2021年9月12日、FC東京に完全移籍で加入することが発表された。11年ぶりの復帰となる。背番号はこれまで付けたことがなかった50で、かつてFC東京、及び日本代表で付けていた背番号5と、原点に戻るという意味の0を合わせたものとなった。2022年11月、2022カタールW杯に臨む日本代表に選出。フィールドプレーヤーとしては史上初、ゴールキーパーを含めても同大会で選抜された川島永嗣を含め歴代4人目のタイ記録となる4度目のワールドカップ日本代表に選出となった。大会前には金髪から赤髪に変えて話題を呼び、大会中にはグループリーグでW杯優勝経験があるドイツとスペインを破り、試合後のインタビューで「ブラボー!」を連呼した事も話題を集めた。チームは決勝トーナメント1回戦で敗れて目標のベスト8に届かなかったものの、長友は全4試合にスタメン出場し、歴代W杯日本代表最多の通算15試合出場を達成した。W杯前は「年齢的にもそろそろ引退かな...」と答えていたが、W杯後は「これが面白いからサッカー選手はやめられねぇだよ（笑）」と答え、その後、FC東京に残留するとの発表があった。2023年、加齢による肉体的な強度の低下をメディアやツイッター上で懸念されていたが、堂々たるパフォーマンスをみせて、ルヴァンカップ準々決勝のアビスパ福岡戦では大学時代以来のセンターバックで起用された。
2024年3月、実力と周囲に好影響を与える安定した人柄が評価されて日本代表に復帰した。3月16日にはJ1で14年振りの得点を決めた。
2025年7月、EAFF E-1サッカー選手権2025決勝大会の第2節の中国戦にフル出場。代表戦の出場は2022 FIFAワールドカップのクロアチア戦以来となった。

## 人物
好きな芸能人は平愛梨。好きな女優も平愛梨。仲の良い選手は香川真司。対戦して衝撃を受けた選手はキリアン・エムバペで、理由はスピードが速すぎるから。地元の好きなところは西条祭り。ファン・サポーターへのひと言は「みんなブラボー」。
サッカーを始めたきっかけは、当時好きな女の子にモテたかったから。7歳でサッカー選手を目指し始めた。プロサッカー選手になるために意識していた事は、誰よりも努力することであり、体幹トレーニングを特に意識した。
2023年、新たな趣味でピアノを始めたが、3日で挫折した。

### 家族
スポーツ一家の第二子長男（一つ上の姉と二つ下の弟がいる）。母方の祖父は第1回小倉競輪出走者である元競輪選手の吉田達雄。達雄の弟で同じく元競輪選手の吉田実は大叔父にあたる。父方の祖父は明治大学出身の元ラガーマン。2023年時点で妻との間に四子に恵まれており、2022年6月にはベスト・ファーザー イエローリボン賞を受賞。

## プレースタイル
豊富な運動量と抜群のスピードが武器のサイドバック。また、俊敏性に優れて1対1に強く、上背はないが大型FWにも競り負けないフィジカルと身体能力の高さを併せ持つと評された。
イタリアのスポーツ紙『ガゼッタ・デッロ・スポルト』では長友について「インテルに欠けていた闘争心に飢えている象徴的存在」と評している。

## 評価

### 選手として
- 概ねパフォーマンスが安定して高い事に加えて、メンタル面で安定して明朗な人柄であり、2024年3月にはそのトップクラスの実力と、おとなしい選手が多い日本代表の中で、コミュニケーションのすり合わせなどの面も期待されて招集された[131]。
- 明治大学在学中に教職課程にも通った。卒業論文のテーマは「イギリス文化研究」[132]。
- 幼少期に和太鼓を習っていた経験から[133]、明治大学で負傷欠場していた際は出場選手を太鼓で応援。そのリズムはスタンドの話題となり[134]、鹿島アントラーズのサポーター集団IN.FIGHTから勧誘を受けるほどだった[11]。
- U-22代表に選考されたきっかけは、2007年1月初旬に明大監督の神川明彦が同大の1年後輩であり当時U-22代表のコーチを務めていた江尻篤彦に「どうしても見て欲しい選手がいるので、だまされたと思って一度（長友の）プレーを（試合会場まで）見に来て欲しい」と連絡し、総理大臣杯準々決勝を江尻が視察に訪れたことがきっかけとなった[135][25]。神川は「（後輩の）江尻が（U-22代表の）コーチでなければ電話はできなかった。直接話せる人がそういう立場（U-22代表のコーチ）にいることはなかなかないし、運命だった」と語っている。
- 2010年2月、FC東京がキャンプ地としている宮崎県都城市の特派大使に任命された[136]。同市は、父方の祖父の出身地でもあり、名前の「佑都」もここから付けられた。5月には、既にFC東京選手会および城福監督が口蹄疫被害への義援金を同市に提供していたが、個人としても義援金を提供[137]。
- 地元愛媛県の久万高原天体観測館職員中村彰正は、自ら発見した小惑星（登録番号158241）に『Yutonagatomo』と命名している[138]。
- インテル加入に際し、長友はイタリア語で書かれた契約書を読めず交渉が難航していた。困ったレオナルドは日本に国際電話をかけ、親交のあった鈴木国弘（ジーコJAPAN通訳）に通訳を依頼[139]。レオナルドがイタリア語からポルトガル語へ、鈴木がポルトガル語から日本語へ翻訳し、長友に伝えられ無事に契約書へサインした。
- セリエA初得点を決めたときにハビエル・サネッティと披露したお辞儀のパフォーマンスは地元紙で大きく報じられた[140]。このお辞儀は元々、長友がインテルの練習で行っているもので、いまでは長友がお辞儀をすると観客もお辞儀を返すほど有名になった。当初はゴールパフォーマンスだったが、「お辞儀」が広く認知されたことでアシストなど長友が活躍した場合にも、選手たちが輪になってお辞儀をする光景が見られた。また若手選手の下部組織であるプリマヴェーラでも、ゴールの後にお辞儀を行う場合がある[141]。
- インテル移籍後の2011年4月30日、アウェーのチェゼーナ戦では、チェゼーナに在籍していたシーズン前半で16試合にフル出場しチームに多大な貢献を与えたという理由で、試合前にチェゼーナのマンチーニ副会長から特別表彰のトロフィーが贈られた[142]。また2011年12月18日のアウェー戦でも試合開始前にチェゼーナサポーターから「ユウト」コールが上がり長友もこれにお辞儀で応えるなど、わずか半年間の在籍にもかかわらずチェゼーナとはクラブ、サポーター共に非常に良好な関係を保っている[143]。
- インテル在籍時のチームメートだったヴェスレイ・スナイデルとは公私共に仲が良く、スナイデルが自宅に招いた長友とチャンピオンズリーグを一緒にテレビ観戦する様子をtwitterに投稿して話題となった[144]。またキャプテンのサネッティは長友について「ユウトはたまたまインテルでポジションを手に入れたわけではない」とサッカー選手として評価しながらも、「時々、動くクマのぬいぐるみじゃないかと思っちゃうんだよね。かわいすぎるよ！あんなにチームのフィーリングとマッチする選手って、滅多に居ないんじゃないかな。だからみんなから好かれてるんだよ」と語っている[145]。
- アントニオ・カッサーノはインテルに移籍した際の記者会見で、以前から顔見知りだった長友の名前を挙げ「私がインテルに来たのは、長友のためというのもあります」「ユウトはすでに私の愛弟子になっています」と発言し、会場の記者たちの笑いを誘った[146]。その後、練習やプライベートでの親密ぶりはもとより、試合でも攻撃で抜群のコンビネーションを見せた。両者の関係はカッサーノがインテルを去ってからも良好で、頻繁に電話やメールのやりとりを続けている[147]。
- インテルの会長マッシモ・モラッティはチームで最もフレンドリーな選手に長友を挙げ、「チームのマスコットとなり、震災の影響を感じさせず明るく振舞っている」と評価している[148]。チームの合宿でも他の選手から「同じ部屋にいると楽しめる」という理由で同室を希望する声が殺到したり[149]、新シーズンに向けたイベントでは5,000人のサポーターをチャントで煽り盛り上げるなど[150]、卓越したコミュニケーション能力を見せた。チェゼーナでチームメイトだったジュゼッペ・コルッチは「長友は日本人なんかじゃない。あれはラテンの血が混ざってる。むしろイタリア人だよ」と語っている。コルッチはレッジーナで中村俊輔と、カターニャで森本貴幸と共にプレーした経験があり、「最初は大人しくてまじめな選手なんだろうなって思ってた。いわゆる一般的な日本人像ってやつだ。礼儀正しくて物静か。あまり輪の中に入ってこない、いつもクールな日本人。中村は根っからに真面目だったな。初めて彼の声を聞いたのは半年くらい経ってからじゃないかな。森本もそこまで賑やかなタイプじゃない。中田（英寿）もそうなんだろう? でも長友は違う。ロッカールームでふざけあってたし、冗談も言いあってた。最初は言葉も話せなかったのにね。今考えると、それは新たな環境への適応力だったんだと思うよ」と語っている[151]。
- 2011年5月にはピッチ内外でエレガンスとフェアプレーを示した選手としてサネッティらと共に「サン・シーロ・ジェントルマン賞」を受賞した[152]。
- 自身初の著書『日本男児』が、2011年6月6日付のオリコン本ランキングで、スポーツ選手としては初となる売上1位を獲得した[153]。後にイタリア語に訳され『Un ragazzo giapponese』として出版されている。
- 2011年12月、ESPNSTAR.comが発表した「2011年度世界のディフェンダートップ5」の一人に選ばれた[154]。
- 2013年6月14日からディズニーXDで、本人をモデルとし、監修したアニメ『ゆうとくんがいく』が放送された[155]。
- イタリアのスポーツサイト「sportcafe24.com」が発表した2013-14シーズンにおけるセリエAのベストプレーヤー左サイドバック部門で最優秀プレーヤーに選出された[156]。
- 2016年、リオデジャネイロオリンピック日本代表のオーバーエイジ（OA）候補に挙げられ、自身も出場に意欲的であったが[157]、クラブからの協力が得られなかったことや[158]ワールドカップアジア最終予選との兼ね合いにより[159] 選外。長友の次善案として[157]OAには藤春廣輝が選ばれた[160]。藤春選出について長友は「（藤春は）攻撃に特徴があるが、守備でも（チームを）引っ張ってほしい」とコメントしている[158]。
- 2020年4月、イギリスメディアの選ぶ21世紀の日本代表ベスト11に選ばれた[161]。
- 先輩の中村俊輔からもサッカー選手との考えの観点などから尊敬されている[162]。

### 経営
- 2015年4月から自身がオーナーを務める「長友佑都フットボールアカデミー」を開校する。
- 2016年4月1日、「運動・食事・精神」の事業を柱にした「株式会社Cuore」を設立し代表取締役社長に就任（cuoreはイタリア語で「心」の意）[163]。

### プライベート
- 2016年12月1日、流行語大賞で交際中のタレントで女優の平愛梨に向けた「（僕の）アモーレ」といった言葉がトップテンに受賞された。
- 2016年12月24日、クリスマスイブに平との婚約会見を行い、翌2017年1月29日に婚姻届を提出した[164][165]。
- 2017年9月2日、自身のInstagramで平の妊娠を発表。2018年2月5日、第1子男児の誕生を報告[166]。
- 2019年3月15日、平の第2子妊娠を報告[167]。8月13日、第2子の誕生を報告[168]。
- 2021年4月22日、自身のTwitterで第3子男児誕生を報告[169]。
- 2022年2月6日、自身のTwitterで平の第4子妊娠を報告[170]。4月22日、自身のInstagramで第4子男児誕生を報告[171][172]。

## 所属クラブ
- 神拝サッカースクール (西条市立三芳小学校[13]、西条市立神拝小学校[13])
- 1999年 - 2002年  西条市立西条北中学校
- 2002年 - 2005年  東福岡高等学校
- 2005年 - 2007年  明治大学体育会サッカー部
  - 2007年  FC東京 (特別指定選手)
- 2008年 - 2011年1月 FC東京
  - 2010年7月 - 2011年1月 ACチェゼーナ (loan)
- 2011年1月 - 同年6月 ACチェゼーナ
  - 2011年1月 - 同年6月 インテルナツィオナーレ・ミラノ (loan)
- 2011年7月 - 2018年6月 インテルナツィオナーレ・ミラノ
  - 2018年2月 - 同年6月 ガラタサライSK (loan)
- 2018年6月 - 2020年6月 ガラタサライSK
- 2020年8月 - 2021年6月 オリンピック・マルセイユ
- 2021年9月 - FC東京

## 個人成績
| 国内大会個人成績 | 国内大会個人成績 | 国内大会個人成績 | 国内大会個人成績 | 国内大会個人成績 | 国内大会個人成績 | 国内大会個人成績 | 国内大会個人成績 | 国内大会個人成績 | 国内大会個人成績 | 国内大会個人成績 | 国内大会個人成績 |
| 年度             | クラブ           | 背番号           | リーグ           | リーグ戦         | リーグ戦         | リーグ杯         | リーグ杯         | オープン杯       | オープン杯       | 期間通算         | 期間通算         |
| 年度             | クラブ           | 背番号           | リーグ           | 出場             | 得点             | 出場             | 得点             | 出場             | 得点             | 出場             | 得点             |
| 日本             | 日本             | 日本             | 日本             | リーグ戦         | リーグ戦         | リーグ杯         | リーグ杯         | 天皇杯           | 天皇杯           | 期間通算         | 期間通算         |
| ---------------- | ---------------- | ---------------- | ---------------- | ---------------- | ---------------- | ---------------- | ---------------- | ---------------- | ---------------- | ---------------- | ---------------- |
| 2006             | 明治大           | 12               | -                | -                | -                | -                | -                | 1                | 0                | 1                | 0                |
| 2007             | 明治大           | 2                | -                | -                | -                | -                | -                | 1                | 0                | 1                | 0                |
| 2007             | FC東京           | 36               | J1               | 0                | 0                | 1                | 0                | -                | -                | 1                | 0                |
| 2008             | FC東京           | 5                | J1               | 29               | 3                | 3                | 0                | 3                | 0                | 35               | 3                |
| 2009             | FC東京           | 5                | J1               | 31               | 1                | 4                | 1                | 1                | 0                | 36               | 2                |
| 2010             | FC東京           | 5                | J1               | 12               | 1                | 1                | 0                | -                | -                | 13               | 1                |
| イタリア         | イタリア         | イタリア         | イタリア         | リーグ戦         | リーグ戦         | イタリア杯       | イタリア杯       | オープン杯       | オープン杯       | 期間通算         | 期間通算         |
| 2010-11          | チェゼーナ       | 5                | セリエA          | 16               | 0                | 0                | 0                | -                | -                | 16               | 0                |
| 2010-11          | インテル         | 55               | セリエA          | 13               | 2                | 3                | 0                | -                | -                | 16               | 2                |
| 2011-12          | インテル         | 55               | セリエA          | 35               | 2                | 1                | 0                | -                | -                | 36               | 2                |
| 2012-13          | インテル         | 55               | セリエA          | 25               | 0                | 2                | 0                | -                | -                | 27               | 0                |
| 2013-14          | インテル         | 55               | セリエA          | 34               | 5                | 2                | 0                | -                | -                | 36               | 5                |
| 2014-15          | インテル         | 55               | セリエA          | 14               | 0                | 1                | 0                | -                | -                | 15               | 0                |
| 2015-16          | インテル         | 55               | セリエA          | 22               | 0                | 4                | 0                | -                | -                | 26               | 0                |
| 2016-17          | インテル         | 55               | セリエA          | 16               | 0                | 0                | 0                | -                | -                | 16               | 0                |
| 2017-18          | インテル         | 55               | セリエA          | 11               | 0                | 2                | 0                | -                | -                | 13               | 0                |
| トルコ           | トルコ           | トルコ           | トルコ           | リーグ戦         | リーグ戦         | トルコ杯         | トルコ杯         | オープン杯       | オープン杯       | 期間通算         | 期間通算         |
| 2017-18          | ガラタサライ     | 55               | スュペル・リグ   | 15               | 0                | 1                | 0                | -                | -                | 16               | 0                |
| 2018-19          | ガラタサライ     | 55               | スュペル・リグ   | 17               | 1                | 0                | 0                | -                | -                | 17               | 1                |
| 2019-20          | ガラタサライ     | 55               | スュペル・リグ   | 15               | 1                | 2                | 1                | -                | -                | 17               | 2                |
| フランス         | フランス         | フランス         | フランス         | リーグ戦         | リーグ戦         | F・リーグ杯      | F・リーグ杯      | フランス杯       | フランス杯       | 期間通算         | 期間通算         |
| 2020-21          | マルセイユ       | 25               | リーグ・アン     | 25               | 0                | -                | -                | 1                | 0                | 26               | 0                |
| 日本             | 日本             | 日本             | 日本             | リーグ戦         | リーグ戦         | リーグ杯         | リーグ杯         | 天皇杯           | 天皇杯           | 期間通算         | 期間通算         |
| 2021             | FC東京           | 50               | J1               | 10               | 0                | 0                | 0                | -                | -                | 10               | 0                |
| 2022             | FC東京           | 5                | J1               | 30               | 0                | 0                | 0                | 1                | 0                | 31               | 0                |
| 2023             | FC東京           | 5                | J1               | 29               | 0                | 6                | 0                | 2                | 0                | 37               | 0                |
| 2024             | FC東京           | 5                | J1               | 29               | 2                | 0                | 0                | 1                | 0                | 30               | 2                |
| 2025             | FC東京           | 5                | J1               |                  |                  |                  |                  |                  |                  |                  |                  |
| 通算             | 日本             | 日本             | J1               | 170              | 7                | 15               | 1                | 8                | 0                | 193              | 8                |
| 通算             | 日本             | 日本             | 他               | -                | -                | -                | -                | 2                | 0                | 2                | 0                |
| 通算             | イタリア         | イタリア         | セリエA          | 186              | 9                | 15               | 0                | -                | -                | 201              | 9                |
| 通算             | トルコ           | トルコ           | スュペル・リグ   | 47               | 2                | 3                | 1                | -                | -                | 50               | 3                |
| 通算             | フランス         | フランス         | リーグ・アン     | 25               | 0                | -                | -                | 1                | 0                | 26               | 0                |
| 総通算           | 総通算           | 総通算           | 総通算           | 428              | 18               | 33               | 2                | 11               | 0                | 472              | 20               |

- 2007年は特別指定選手として出場。

その他の公式戦
- 2018年
  - トルコ・スーパーカップ 1試合0得点
- 2019年
  - トルコ・スーパーカップ 1試合0得点

| 国際大会個人成績 | 国際大会個人成績 | 国際大会個人成績 | 国際大会個人成績 | 国際大会個人成績 | 国際大会個人成績 | 国際大会個人成績 |
| 年度             | クラブ           | 背番号           | 出場             | 得点             | 出場             | 得点             |
| UEFA             | UEFA             | UEFA             | UEFA EL          | UEFA EL          | UEFA CL          | UEFA CL          |
| ---------------- | ---------------- | ---------------- | ---------------- | ---------------- | ---------------- | ---------------- |
| 2010-11          | インテル         | 55               | -                | -                | 3                | 0                |
| 2011-12          | インテル         | 55               | -                | -                | 7                | 0                |
| 2012-13          | インテル         | 55               | 8                | 2                | -                | -                |
| 2014-15          | インテル         | 55               | 2                | 0                | -                | -                |
| 2016-17          | インテル         | 55               | 4                | 0                | -                | -                |
| 2018-19          | ガラタサライ     | 55               | 2                | 0                | 5                | 0                |
| 2019-20          | ガラタサライ     | 55               | -                | -                | 6                | 0                |
| 2020-21          | マルセイユ       | 25               | -                | -                | 2                | 0                |
| 通算             | UEFA             | UEFA             | 16               | 2                | 23               | 0                |

| 年度   | その他の国際公式戦                         | 出場 | 得点 |
| ------ | ------------------------------------------ | ---- | ---- |
| 2012   | UEFA EL 予選                               | 4    | 1    |
| 2013   | インターナショナル・チャンピオンズ・カップ | 1    | 0    |
| 2014   | UEFA EL 予選                               | 1    | 0    |
| 2014   | インターナショナル・チャンピオンズ・カップ | 3    | 1    |
| 2015   | インターナショナル・チャンピオンズ・カップ | 2    | 0    |
| 2016   | インターナショナル・チャンピオンズ・カップ | 3    | 0    |
| 総通算 | 総通算                                     | 14   | 2    |

出場歴
- 2007年7月08日：公式戦初出場 - ナビスコカップ準々決勝第1戦 vs横浜F・マリノス (三ツ沢球技場)[13]
- 2008年3月08日：Jリーグ初出場 - J1第01節 vsヴィッセル神戸 (味の素スタジアム)[13]
- 2008年5月03日：Jリーグ初得点 - J1第10節 vs大宮アルディージャ (NACK5スタジアム大宮)[13]
- 2010年8月28日：セリエA初出場 - セリエA第01節 vsASローマ (スタディオ・オリンピコ・ディ・ローマ)[13]
- 2011年3月06日：セリエA初得点 - セリエA第28節 vsジェノアCFC (スタディオ・ジュゼッペ・メアッツァ)[13]
- 2011年3月15日：UEFAチャンピオンズリーグ初出場 - 決勝トーナメント1回戦2ndレグ vsバイエルン・ミュンヘン (アリアンツ・アレーナ)[13]

## タイトル

### クラブ
FC東京
- ナビスコカップ：2009年

インテルナツィオナーレ・ミラノ
- コッパ・イタリア：2010-11

ガラタサライSK
- スュペル・リグ：2017-18、2018-19
- テュルキエ・クパス：2018-19
- トルコ・スーパーカップ：2019

### 代表
- AFCアジアカップ：2011年
- キリンカップ：2008年、2009年、2011年
- EAFF E-1サッカー選手権：2025年

### 個人
- 関東大学サッカーリーグ戦ベストイレブン：2007年
- Jリーグ優秀新人賞：2008年
- Jリーグ優秀選手賞：2008年、2009年
- Jリーグベストイレブン：2009年
- AFC年間ベストイレブン：2011年、2012年
- AFC年間国際最優秀選手賞：2013年

## 代表歴

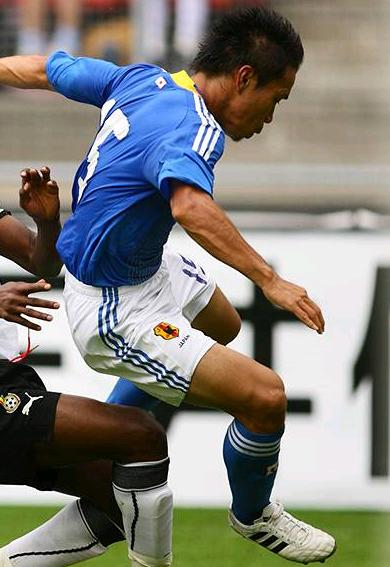
サッカー日本代表での長友佑都

- 国際Aマッチ初出場 - 2008年5月24日 キリンカップ・コートジボワール代表戦（豊田スタジアム）[13]
- 国際Aマッチ初得点 - 2008年11月13日 キリンチャレンジカップ・シリア代表戦（ホームズスタジアム神戸）[13]

### 出場大会
- 全日本大学選抜
- ユニバーシアード日本代表
  - 2007年 - 2007年夏季ユニバーシアード
- U-23日本代表
  - 2007年 - 北京オリンピックサッカーアジア予選
  - 2008年 - 北京オリンピック
- 日本代表
  - 2010 FIFAワールドカップ・アジア予選
  - キリンカップサッカー2008
  - アジアカップ2011 予選
  - キリンカップサッカー2009
  - 東アジアサッカー選手権2010
  - 2010 FIFAワールドカップ
  - AFCアジアカップ2011
  - キリンカップサッカー2011
  - 2014 FIFAワールドカップ・アジア予選
  - FIFAコンフェデレーションズカップ2013
  - 2014 FIFAワールドカップ
  - AFCアジアカップ2015
  - 2018 FIFAワールドカップ・アジア予選
  - キリンカップサッカー2016
  - 2018 FIFAワールドカップ
  - AFCアジアカップ2019
  - 2022 FIFAワールドカップ・アジア予選
  - 2022 FIFAワールドカップ
  - EAFF E-1サッカー選手権2025

### 試合数
- 国際Aマッチ 143試合 4得点（2008年 - ）

| 日本代表 | 国際Aマッチ | 国際Aマッチ |
| 年       | 出場        | 得点        |
| -------- | ----------- | ----------- |
| 2008     | 7           | 1           |
| 2009     | 11          | 2           |
| 2010     | 16          | 0           |
| 2011     | 10          | 0           |
| 2012     | 10          | 0           |
| 2013     | 12          | 0           |
| 2014     | 10          | 0           |
| 2015     | 10          | 0           |
| 2016     | 5           | 0           |
| 2017     | 10          | 0           |
| 2018     | 9           | 0           |
| 2019     | 12          | 1           |
| 2020     | 1           | 0           |
| 2021     | 8           | 0           |
| 2022     | 11          | 0           |
| 2024     | 0           | 0           |
| 2025     | 1           | 0           |
| 通算     | 143         | 4           |

### 出場
| No.  | 開催年月日     | 開催地               | スタジアム                                         | 対戦国                   | 結果          | 監督                       | 大会                                                            |
| ---- | -------------- | -------------------- | -------------------------------------------------- | ------------------------ | ------------- | -------------------------- | --------------------------------------------------------------- |
| 1.   | 2008年5月24日  | 豊田                 | 豊田スタジアム                                     | コートジボワール         | ○1-0          | 岡田武史                   | キリンカップサッカー2008                                        |
| 2.   | 2008年5月27日  | さいたま             | 埼玉スタジアム2002                                 | パラグアイ               | △0-0          | 岡田武史                   | キリンカップサッカー2008                                        |
| 3.   | 2008年6月2日   | 横浜                 | 日産スタジアム                                     | オマーン                 | ○3-0          | 岡田武史                   | 2010 FIFAワールドカップ・アジア3次予選                          |
| 4.   | 2008年8月20日  | 札幌                 | 札幌ドーム                                         | ウルグアイ               | ●1-3          | 岡田武史                   | キリンチャレンジカップ2008                                      |
| 5.   | 2008年10月9日  | 新潟                 | 新潟スタジアム                                     | アラブ首長国連邦         | △1-1          | 岡田武史                   | キリンチャレンジカップ2008                                      |
| 6.   | 2008年11月13日 | 神戸                 | ホームズスタジアム神戸                             | シリア                   | ○3-1          | 岡田武史                   | キリンチャレンジカップ2008                                      |
| 7.   | 2008年11月19日 | ドーハ               | ジャシム・ビン・ハマド・スタジアム                 | カタール                 | ○3-0          | 岡田武史                   | 2010 FIFAワールドカップ・アジア4次予選                          |
| 8.   | 2009年1月28日  | リファー             | バーレーン・ナショナル・スタジアム                 | バーレーン               | ●0-1          | 岡田武史                   | AFCアジアカップ2011予選                                         |
| 9.   | 2009年2月4日   | 新宿                 | 国立霞ヶ丘競技場陸上競技場                         | フィンランド             | ○5-1          | 岡田武史                   | キリンチャレンジカップ2009                                      |
| 10.  | 2009年2月11日  | 横浜                 | 日産スタジアム                                     | オーストラリア           | △0-0          | 岡田武史                   | 2010 FIFAワールドカップ・アジア4次予選                          |
| 11.  | 2009年3月28日  | さいたま             | 埼玉スタジアム2002                                 | バーレーン               | ○1-0          | 岡田武史                   | 2010 FIFAワールドカップ・アジア4次予選                          |
| 12.  | 2009年5月31日  | 新宿                 | 国立霞ヶ丘競技場陸上競技場                         | ベルギー                 | ○4-0          | 岡田武史                   | キリンカップサッカー2009                                        |
| 13.  | 2009年6月6日   | タシュケント         | パフタコール・マルカジイ・スタジアム               | ウズベキスタン           | ○1-0          | 岡田武史                   | 2010 FIFAワールドカップ・アジア4次予選                          |
| 14.  | 2009年6月17日  | メルボルン           | メルボルン・クリケット・グラウンド                 | オーストラリア           | ●1-2          | 岡田武史                   | 2010 FIFAワールドカップ・アジア4次予選                          |
| 15.  | 2009年9月5日   | エンスヘデ           | デ・フロルーシュ・フェステ                         | オランダ                 | ●0-3          | 岡田武史                   | 国際親善試合                                                    |
| 16.  | 2009年9月9日   | ユトレヒト           | スタディオン・ハルヘンワールト                     | ガーナ                   | ○4-3          | 岡田武史                   | 国際親善試合                                                    |
| 17.  | 2009年10月8日  | 静岡                 | アウトソーシングスタジアム日本平                   | 香港                     | ○6-0          | 岡田武史                   | AFCアジアカップ2011予選                                         |
| 18.  | 2009年10月14日 | 利府                 | 宮城スタジアム                                     | トーゴ                   | ○5-0          | 岡田武史                   | キリンチャレンジカップ2009 ～ALL FOR 2010!～                    |
| 19.  | 2010年2月2日   | 大分                 | 九州石油ドーム                                     | ベネズエラ               | △0-0          | 岡田武史                   | キリンチャレンジカップ2010                                      |
| 20.  | 2010年2月6日   | 調布                 | 味の素スタジアム                                   | 中国                     | △0-0          | 岡田武史                   | 東アジアサッカー選手権2010                                      |
| 21.  | 2010年2月14日  | 新宿                 | 国立霞ヶ丘競技場陸上競技場                         | 韓国                     | ●1-3          | 岡田武史                   | 東アジアサッカー選手権2010                                      |
| 22.  | 2010年3月3日   | 豊田                 | 豊田スタジアム                                     | バーレーン               | ○2-0          | 岡田武史                   | AFCアジアカップ2011予選                                         |
| 23.  | 2010年4月7日   | 大阪                 | 長居陸上競技場                                     | セルビア                 | ●0-3          | 岡田武史                   | キリンチャレンジカップ2010                                      |
| 24.  | 2010年5月24日  | さいたま             | 埼玉スタジアム2002                                 | 韓国                     | ●0-2          | 岡田武史                   | キリンチャレンジカップ2010                                      |
| 25.  | 2010年5月30日  | グラーツ             | UPCアレーナ                                        | イングランド             | ●1-2          | 岡田武史                   | 国際親善試合                                                    |
| 26.  | 2010年6月4日   | シオン               | スタッド・ドゥ・トゥールビヨン                     | コートジボワール         | ●0-2          | 岡田武史                   | 国際親善試合                                                    |
| 27.  | 2010年6月14日  | ブルームフォンテーン | フリーステイト・スタジアム                         | カメルーン               | ○1-0          | 岡田武史                   | 2010 FIFAワールドカップ                                         |
| 28.  | 2010年6月19日  | ダーバン             | モーゼス・マヒダ・スタジアム                       | オランダ                 | ●0-1          | 岡田武史                   | 2010 FIFAワールドカップ                                         |
| 29.  | 2010年6月24日  | ルステンブルク       | ロイヤル・バフォケン・スタジアム                   | デンマーク               | ○3-1          | 岡田武史                   | 2010 FIFAワールドカップ                                         |
| 30.  | 2010年6月30日  | プレトリア           | ロフタス・ヴァースフェルド・スタジアム             | パラグアイ               | △0-0（PK3-5） | 岡田武史                   | 2010 FIFAワールドカップ                                         |
| 31.  | 2010年9月4日   | 横浜                 | 日産スタジアム                                     | パラグアイ               | ○1-0          | 原博実                     | キリンチャレンジカップ2010                                      |
| 32.  | 2010年9月7日   | 大阪                 | 長居陸上競技場                                     | グアテマラ               | ○2-1          | 原博実                     | キリンチャレンジカップ2010                                      |
| 33.  | 2010年10月8日  | さいたま             | 埼玉スタジアム2002                                 | アルゼンチン             | ○1-0          | アルベルト・ザッケローニ   | キリンチャレンジカップ2010                                      |
| 34.  | 2010年10月12日 | ソウル               | ソウルワールドカップ競技場                         | 韓国                     | △0-0          | アルベルト・ザッケローニ   | 国際親善試合                                                    |
| 35.  | 2011年1月9日   | ドーハ               | カタールSCスタジアム                               | ヨルダン                 | △1-1          | アルベルト・ザッケローニ   | AFCアジアカップ2011                                             |
| 36.  | 2011年1月13日  | ドーハ               | カタールSCスタジアム                               | シリア                   | ○2-1          | アルベルト・ザッケローニ   | AFCアジアカップ2011                                             |
| 37.  | 2011年1月17日  | ライヤーン           | アフメド・ビン＝アリー・スタジアム                 | サウジアラビア           | ○5-0          | アルベルト・ザッケローニ   | AFCアジアカップ2011                                             |
| 38.  | 2011年1月21日  | ドーハ               | サーニー・ビン・ジャーシム・スタジアム             | カタール                 | ○3-2          | アルベルト・ザッケローニ   | AFCアジアカップ2011                                             |
| 39.  | 2011年1月25日  | ドーハ               | サーニー・ビン・ジャーシム・スタジアム             | 韓国                     | △2-2（PK3-0） | アルベルト・ザッケローニ   | AFCアジアカップ2011                                             |
| 40.  | 2011年1月29日  | ドーハ               | ハリーファ国際スタジアム                           | オーストラリア           | ○1-0          | アルベルト・ザッケローニ   | AFCアジアカップ2011                                             |
| 41.  | 2011年6月1日   | 新潟                 | 東北電力ビッグスワンスタジアム                     | ペルー                   | △0-0          | アルベルト・ザッケローニ   | キリンカップサッカー2011                                        |
| 42.  | 2011年6月7日   | 横浜                 | 日産スタジアム                                     | チェコ                   | △0-0          | アルベルト・ザッケローニ   | キリンカップサッカー2011                                        |
| 43.  | 2011年10月7日  | 神戸                 | ホームズスタジアム神戸                             | ベトナム                 | ○1-0          | アルベルト・ザッケローニ   | キリンチャレンジカップ2011                                      |
| 44.  | 2011年10月11日 | 大阪                 | 長居陸上競技場                                     | タジキスタン             | ○8-0          | アルベルト・ザッケローニ   | 2014 FIFAワールドカップ・アジア3次予選                          |
| 45.  | 2012年2月29日  | 豊田                 | 豊田スタジアム                                     | ウズベキスタン           | ●0-1          | アルベルト・ザッケローニ   | 2014 FIFAワールドカップ・アジア3次予選                          |
| 46.  | 2012年5月23日  | 袋井                 | 静岡県小笠山総合運動公園スタジアム                 | アゼルバイジャン         | ○2-0          | アルベルト・ザッケローニ   | キリンチャレンジカップ2012                                      |
| 47.  | 2012年6月3日   | さいたま             | 埼玉スタジアム2002                                 | オマーン                 | ○3-0          | アルベルト・ザッケローニ   | 2014 FIFAワールドカップ・アジア4次予選                          |
| 48.  | 2012年6月8日   | さいたま             | 埼玉スタジアム2002                                 | ヨルダン                 | ○6-0          | アルベルト・ザッケローニ   | 2014 FIFAワールドカップ・アジア4次予選                          |
| 49.  | 2012年6月12日  | ブリスベン           | ブリスベン・スタジアム                             | オーストラリア           | △1-1          | アルベルト・ザッケローニ   | 2014 FIFAワールドカップ・アジア4次予選                          |
| 50.  | 2012年8月15日  | 札幌                 | 札幌ドーム                                         | ベネズエラ               | △1-1          | アルベルト・ザッケローニ   | キリンチャレンジカップ2012                                      |
| 51.  | 2012年9月11日  | さいたま             | 埼玉スタジアム2002                                 | イラク                   | ○1-0          | アルベルト・ザッケローニ   | 2014 FIFAワールドカップ・アジア4次予選                          |
| 52.  | 2012年10月12日 | サン＝ドニ           | スタッド・ド・フランス                             | フランス                 | ○1-0          | アルベルト・ザッケローニ   | 国際親善試合                                                    |
| 53.  | 2012年10月16日 | ヴロツワフ           | ヴロツワフ市立競技場                               | ブラジル                 | ●0-4          | アルベルト・ザッケローニ   | 国際親善試合                                                    |
| 54.  | 2012年11月14日 | マスカット           | スルタン・カーブース・スポーツコンプレックス       | オマーン                 | ○2-1          | アルベルト・ザッケローニ   | 2014 FIFAワールドカップ・アジア4次予選                          |
| 55.  | 2013年2月6日   | 神戸                 | ホームズスタジアム神戸                             | ラトビア                 | ○3-0          | アルベルト・ザッケローニ   | キリンチャレンジカップ2013                                      |
| 56.  | 2013年5月30日  | 豊田                 | 豊田スタジアム                                     | ブルガリア               | ●0-2          | アルベルト・ザッケローニ   | キリンチャレンジカップ2013                                      |
| 57.  | 2013年6月4日   | さいたま             | 埼玉スタジアム2002                                 | オーストラリア           | △1-1          | アルベルト・ザッケローニ   | 2014 FIFAワールドカップ・アジア4次予選                          |
| 58.  | 2013年6月11日  | ドーハ               | ジャシム・ビン・ハマド・スタジアム                 | イラク                   | ○1-0          | アルベルト・ザッケローニ   | 2014 FIFAワールドカップ・アジア4次予選                          |
| 59.  | 2013年6月15日  | ブラジリア           | エスタジオ・ナシオナル・デ・ブラジリア             | ブラジル                 | ●0-3          | アルベルト・ザッケローニ   | FIFAコンフェデレーションズカップ2013                            |
| 60.  | 2013年6月19日  | レシフェ             | アレナ・ペルナンブーコ                             | イタリア                 | ●3-4          | アルベルト・ザッケローニ   | FIFAコンフェデレーションズカップ2013                            |
| 61.  | 2013年6月22日  | ベロオリゾンテ       | エスタジオ・ゴベルナドール・マガリャンイス・ピント | メキシコ                 | ●1-2          | アルベルト・ザッケローニ   | FIFAコンフェデレーションズカップ2013                            |
| 62.  | 2013年9月6日   | 大阪                 | 長居スタジアム                                     | グアテマラ               | ○3-0          | アルベルト・ザッケローニ   | キリンチャレンジカップ2013                                      |
| 63.  | 2013年9月10日  | 横浜                 | 日産スタジアム                                     | ガーナ                   | ○3-1          | アルベルト・ザッケローニ   | キリンチャレンジカップ2013                                      |
| 64.  | 2013年10月11日 | ノヴィ・サド         | スタディオン・カラジョルジェ                       | セルビア                 | ●0-2          | アルベルト・ザッケローニ   | 国際親善試合                                                    |
| 65.  | 2013年10月15日 | ジョジナ             | トルペド・スタジアム                               | ベラルーシ               | ●0-1          | アルベルト・ザッケローニ   | 国際親善試合                                                    |
| 66.  | 2013年11月16日 | ヘンク               | クリスタル・アレナ                                 | オランダ                 | △2-2          | アルベルト・ザッケローニ   | 国際親善試合                                                    |
| 67.  | 2014年3月5日   | 新宿                 | 国立霞ヶ丘競技場陸上競技場                         | ニュージーランド         | ○4-2          | アルベルト・ザッケローニ   | キリンチャレンジカップ2014～ありがとう国立競技場～              |
| 68.  | 2014年5月27日  | さいたま             | 埼玉スタジアム2002                                 | キプロス                 | ○1-0          | アルベルト・ザッケローニ   | キリンチャレンジカップ2014                                      |
| 69.  | 2014年6月2日   | タンパ               | レイモンド・ジェームス・スタジアム                 | コスタリカ               | ○3-1          | アルベルト・ザッケローニ   | 国際親善試合                                                    |
| 70.  | 2014年6月6日   | タンパ               | レイモンド・ジェームス・スタジアム                 | ザンビア                 | ○4-3          | アルベルト・ザッケローニ   | 国際親善試合                                                    |
| 71.  | 2014年6月14日  | レシフェ             | アレナ・ペルナンブーコ                             | コートジボワール         | ●1-2          | アルベルト・ザッケローニ   | 2014 FIFAワールドカップ                                         |
| 72.  | 2014年6月19日  | ナタール             | アレーナ・ダス・ドゥーナス                         | ギリシャ                 | △0-0          | アルベルト・ザッケローニ   | 2014 FIFAワールドカップ                                         |
| 73.  | 2014年6月24日  | クイアバ             | アレーナ・パンタナール                             | コロンビア               | ●1-4          | アルベルト・ザッケローニ   | 2014 FIFAワールドカップ                                         |
| 74.  | 2014年9月5日   | 札幌                 | 札幌ドーム                                         | ウルグアイ               | ●0-2          | ハビエル・アギーレ         | キリンチャレンジカップ2014                                      |
| 75.  | 2014年9月9日   | 横浜                 | 日産スタジアム                                     | ベネズエラ               | ○3-0          | ハビエル・アギーレ         | キリンチャレンジカップ2014                                      |
| 76.  | 2014年10月10日 | 新潟                 | デンカビッグスワンスタジアム                       | ジャマイカ               | ○1-0          | ハビエル・アギーレ         | キリンチャレンジカップ2014                                      |
| 77.  | 2015年1月12日  | ニューカッスル       | ニューカッスル・スタジアム                         | パレスチナ               | ○4-0          | ハビエル・アギーレ         | AFCアジアカップ2015                                             |
| 78.  | 2015年1月16日  | ブリスベン           | ブリスベン・スタジアム                             | イラク                   | ○1-0          | ハビエル・アギーレ         | AFCアジアカップ2015                                             |
| 79.  | 2015年1月20日  | メルボルン           | メルボルン・レクタンギュラー・スタジアム           | ヨルダン                 | ○2-0          | ハビエル・アギーレ         | AFCアジアカップ2015                                             |
| 80.  | 2015年1月23日  | シドニー             | スタジアム・オーストラリア                         | アラブ首長国連邦         | △1-1 (PK4-5)  | ハビエル・アギーレ         | AFCアジアカップ2015                                             |
| 81.  | 2015年6月11日  | 横浜                 | 日産スタジアム                                     | イラク                   | ○4-0          | ヴァイッド・ハリルホジッチ | キリンチャレンジカップ2015                                      |
| 82.  | 2015年9月3日   | さいたま             | 埼玉スタジアム2002                                 | カンボジア               | ○3-0          | ヴァイッド・ハリルホジッチ | 2018 FIFAワールドカップ・アジア2次予選兼AFCアジアカップ2019予選 |
| 83.  | 2015年9月8日   | テヘラン             | アザディ・スタジアム                               | アフガニスタン           | ○6-0          | ヴァイッド・ハリルホジッチ | 2018 FIFAワールドカップ・アジア2次予選兼AFCアジアカップ2019予選 |
| 84.  | 2015年10月8日  | マスカット           | シーブ・スタジアム                                 | シリア                   | ○3-0          | ヴァイッド・ハリルホジッチ | 2018 FIFAワールドカップ・アジア2次予選兼AFCアジアカップ2019予選 |
| 85.  | 2015年11月12日 | カラン               | シンガポール・ナショナルスタジアム                 | シンガポール             | ○3-0          | ヴァイッド・ハリルホジッチ | 2018 FIFAワールドカップ・アジア2次予選兼AFCアジアカップ2019予選 |
| 86.  | 2015年11月17日 | プノンペン           | プノンペン・オリンピックスタジアム                 | カンボジア               | ○2-0          | ヴァイッド・ハリルホジッチ | 2018 FIFAワールドカップ・アジア2次予選兼AFCアジアカップ2019予選 |
| 87.  | 2016年3月24日  | さいたま             | 埼玉スタジアム2002                                 | アフガニスタン           | ○5-0          | ヴァイッド・ハリルホジッチ | 2018 FIFAワールドカップ・アジア2次予選兼AFCアジアカップ2019予選 |
| 88.  | 2016年3月29日  | さいたま             | 埼玉スタジアム2002                                 | シリア                   | ○5-0          | ヴァイッド・ハリルホジッチ | 2018 FIFAワールドカップ・アジア2次予選兼AFCアジアカップ2019予選 |
| 89.  | 2016年6月3日   | 豊田                 | 豊田スタジアム                                     | ブルガリア               | ○7-2          | ヴァイッド・ハリルホジッチ | キリンカップサッカー2016                                        |
| 90.  | 2016年6月7日   | 吹田                 | パナソニックスタジアム吹田                         | ボスニア・ヘルツェゴビナ | ●1-2          | ヴァイッド・ハリルホジッチ | キリンカップサッカー2016                                        |
| 91.  | 2016年11月15日 | さいたま             | 埼玉スタジアム2002                                 | サウジアラビア           | ○2-1          | ヴァイッド・ハリルホジッチ | 2018 FIFAワールドカップ・アジア3次予選                          |
| 92.  | 2017年3月23日  | アル・アイン         | ハッザーア・ビン・ザーイド・スタジアム             | アラブ首長国連邦         | ○2-0          | ヴァイッド・ハリルホジッチ | 2018 FIFAワールドカップ・アジア3次予選                          |
| 93.  | 2017年3月28日  | さいたま             | 埼玉スタジアム2002                                 | タイ                     | ○4-0          | ヴァイッド・ハリルホジッチ | 2018 FIFAワールドカップ・アジア3次予選                          |
| 94.  | 2017年6月7日   | 調布                 | 味の素スタジアム                                   | シリア                   | △1-1          | ヴァイッド・ハリルホジッチ | キリンチャレンジカップ2017                                      |
| 95.  | 2017年6月13日  | テヘラン             | シャヒード・ダストゲルディ・スタジアム             | イラク                   | △1-1          | ヴァイッド・ハリルホジッチ | 2018 FIFAワールドカップ・アジア3次予選                          |
| 96.  | 2017年8月31日  | さいたま             | 埼玉スタジアム2002                                 | オーストラリア           | ○2-0          | ヴァイッド・ハリルホジッチ | 2018 FIFAワールドカップ・アジア3次予選                          |
| 97.  | 2017年9月6日   | ジッダ               | キング・アブドゥッラー・スポーツシティ             | サウジアラビア           | ●0-1          | ヴァイッド・ハリルホジッチ | 2018 FIFAワールドカップ・アジア3次予選                          |
| 98.  | 2017年10月6日  | 豊田                 | 豊田スタジアム                                     | ニュージーランド         | ○2-1          | ヴァイッド・ハリルホジッチ | キリンチャレンジカップ2018                                      |
| 99.  | 2017年10月10日 | 横浜                 | 日産スタジアム                                     | ハイチ                   | △3-3          | ヴァイッド・ハリルホジッチ | キリンチャレンジカップ2018                                      |
| 100. | 2017年11月10日 | リール               | スタッド・ピエール＝モーロワ                       | ブラジル                 | ●1-3          | ヴァイッド・ハリルホジッチ | 国際親善試合                                                    |
| 101. | 2017年11月15日 | ブルッヘ             | ヤン・ブレイデルスタディオン                       | ベルギー                 | ●0-1          | ヴァイッド・ハリルホジッチ | 国際親善試合                                                    |
| 102. | 2018年3月23日  | リエージュ           | スタッド・モーリス・デュフラン                     | マリ                     | △1-1          | ヴァイッド・ハリルホジッチ | 国際親善試合                                                    |
| 103. | 2018年3月27日  | リエージュ           | スタッド・モーリス・デュフラン                     | ウクライナ               | ●1-2          | ヴァイッド・ハリルホジッチ | キリンチャレンジカップ2018 in EUROPE                            |
| 104. | 2018年5月30日  | 横浜                 | 日産スタジアム                                     | ガーナ                   | ●0-2          | 西野朗                     | キリンチャレンジカップ2018                                      |
| 105. | 2018年6月8日   | ルガーノ             | スタディオ・ディ・コルナレード                     | スイス                   | ●0-2          | 西野朗                     | 国際親善試合                                                    |
| 106. | 2018年6月19日  | サランスク           | モルドヴィア・アリーナ                             | コロンビア               | ○2-1          | 西野朗                     | 2018 FIFAワールドカップ                                         |
| 107. | 2018年6月24日  | エカテリンブルク     | エカテリンブルク・アリーナ                         | セネガル                 | △2-2          | 西野朗                     | 2018 FIFAワールドカップ                                         |
| 108. | 2018年6月28日  | ヴォルゴグラード     | ヴォルゴグラード・アリーナ                         | ポーランド               | ●0-1          | 西野朗                     | 2018 FIFAワールドカップ                                         |
| 109. | 2018年7月2日   | ロストフ・ナ・ドヌ   | ロストフ・アリーナ                                 | ベルギー                 | ●2-3          | 西野朗                     | 2018 FIFAワールドカップ                                         |
| 110. | 2018年10月16日 | さいたま             | 埼玉スタジアム2002                                 | ウルグアイ               | ○4-3          | 森保一                     | キリンチャレンジカップ2018                                      |
| 111. | 2019年1月9日   | アブダビ             | アール・ナヒヤーン・スタジアム                     | トルクメニスタン         | ○3-2          | 森保一                     | AFCアジアカップ2019                                             |
| 112. | 2019年1月13日  | アブダビ             | シェイク・ザイード・スタジアム                     | オマーン                 | ○1-0          | 森保一                     | AFCアジアカップ2019                                             |
| 113. | 2019年1月21日  | シャールジャ         | シェイク・ハリーファ国際スタジアム                 | サウジアラビア           | ○1-0          | 森保一                     | AFCアジアカップ2019                                             |
| 114. | 2019年1月24日  | ドバイ               | アール・マクトゥーム・スタジアム                   | ベトナム                 | ○1-0          | 森保一                     | AFCアジアカップ2019                                             |
| 115. | 2019年1月28日  | アル・アイン         | ハッザーア・ビン・ザーイド・スタジア               | イラン                   | ○3-0          | 森保一                     | AFCアジアカップ2019                                             |
| 116. | 2019年2月1日   | アブダビ             | シェイク・ザイード・スタジアム                     | カタール                 | ●1-3          | 森保一                     | AFCアジアカップ2019                                             |
| 117. | 2019年6月5日   | 豊田                 | 豊田スタジアム                                     | トリニダード・トバゴ     | △0-0          | 森保一                     | キリンチャレンジカップ2019                                      |
| 118. | 2019年9月5日   | 鹿嶋                 | 茨城県立カシマサッカースタジアム                   | パラグアイ               | ○2-0          | 森保一                     | キリンチャレンジカップ2019                                      |
| 119. | 2019年9月10日  | ヤンゴン             | トゥウンナ・スタジアム                             | ミャンマー               | ○2-0          | 森保一                     | 2022 FIFAワールドカップ・アジア2次予選兼AFCアジアカップ2023予選 |
| 120. | 2019年10月10日 | さいたま             | 埼玉スタジアム2002                                 | モンゴル                 | ○6-0          | 森保一                     | 2022 FIFAワールドカップ・アジア2次予選兼AFCアジアカップ2023予選 |
| 121. | 2019年10月15日 | ドゥシャンベ         | パミール・スタジアム                               | タジキスタン             | ○3-0          | 森保一                     | 2022 FIFAワールドカップ・アジア2次予選兼AFCアジアカップ2023予選 |
| 122. | 2019年11月14日 | ビシュケク           | ドレン・アムルザコフ・スタジアム                   | キルギス                 | ○2-0          | 森保一                     | 2022 FIFAワールドカップ・アジア2次予選兼AFCアジアカップ2023予選 |
| 123. | 2020年11月13日 | グラーツ             | メルクーア・アレーナ                               | パナマ                   | ○1-0          | 森保一                     | 国際親善試合                                                    |
| 124. | 2021年5月28日  | 千葉                 | フクダ電子アリーナ                                 | ミャンマー               | ○10-0         | 森保一                     | 2022 FIFAワールドカップ・アジア2次予選兼AFCアジアカップ2023予選 |
| 125. | 2021年6月11日  | 神戸                 | ノエビアスタジアム神戸                             | セルビア                 | ○1-0          | 森保一                     | キリンチャレンジカップ2021                                      |
| 126. | 2021年9月2日   | 吹田                 | パナソニックスタジアム吹田                         | オマーン                 | ●0-1          | 森保一                     | 2022 FIFAワールドカップ・アジア3次予選                          |
| 127. | 2021年9月8日   | ドーハ               | ハリーファ国際スタジアム                           | 中国                     | ○1-0          | 森保一                     | 2022 FIFAワールドカップ・アジア3次予選                          |
| 128. | 2021年10月8日  | ジッダ               | キング・アブドゥッラー・スポーツシティ             | サウジアラビア           | ●0-1          | 森保一                     | 2022 FIFAワールドカップ・アジア3次予選                          |
| 129. | 2021年10月12日 | さいたま             | 埼玉スタジアム2002                                 | オーストラリア           | ○2-1          | 森保一                     | 2022 FIFAワールドカップ・アジア3次予選                          |
| 130. | 2021年11月11日 | ハノイ               | ミーディン国立競技場                               | ベトナム                 | ○1-0          | 森保一                     | 2022 FIFAワールドカップ・アジア3次予選                          |
| 131. | 2021年11月16日 | マスカット           | スルタン・カーブース・スポーツコンプレックス       | オマーン                 | ○1-0          | 森保一                     | 2022 FIFAワールドカップ・アジア3次予選                          |
| 132. | 2022年1月27日  | さいたま             | 埼玉スタジアム2002                                 | 中国                     | ○2-0          | 森保一                     | 2022 FIFAワールドカップ・アジア3次予選                          |
| 133. | 2022年2月1日   | さいたま             | 埼玉スタジアム2002                                 | サウジアラビア           | ○2-0          | 森保一                     | 2022 FIFAワールドカップ・アジア3次予選                          |
| 134. | 2022年3月24日  | シドニー             | スタジアム・オーストラリア                         | オーストラリア           | ○2-0          | 森保一                     | 2022 FIFAワールドカップ・アジア3次予選                          |
| 135. | 2022年6月6日   | 東京                 | 国立競技場                                         | ブラジル                 | ●0-1          | 森保一                     | キリンチャレンジカップ2022                                      |
| 136. | 2022年6月14日  | 吹田                 | パナソニックスタジアム吹田                         | チュニジア               | ●0-3          | 森保一                     | キリンカップサッカー2022                                        |
| 137. | 2022年9月27日  | デュッセルドルフ     | デュッセルドルフ・アレーナ                         | エクアドル               | △0-0          | 森保一                     | キリンチャレンジカップ2022                                      |
| 138. | 2022年11月17日 | ドバイ               | アール・マクトゥーム・スタジアム                   | カナダ                   | ●1-2          | 森保一                     | 国際親善試合                                                    |
| 139. | 2022年11月23日 | ドーハ               | ハリーファ国際スタジアム                           | ドイツ                   | ○2-1          | 森保一                     | 2022 FIFAワールドカップ                                         |
| 140. | 2022年11月27日 | ライヤーン           | アフメド・ビン＝アリー・スタジアム                 | コスタリカ               | ●0-1          | 森保一                     | 2022 FIFAワールドカップ                                         |
| 141. | 2022年12月1日  | ドーハ               | ハリーファ国際スタジアム                           | スペイン                 | ○2-1          | 森保一                     | 2022 FIFAワールドカップ                                         |
| 142. | 2022年12月5日  | アル＝ワクラ         | アル・ジャヌーブ・スタジアム                       | クロアチア               | △1-1（PK1-3） | 森保一                     | 2022 FIFAワールドカップ                                         |
| 143. | 2025年7月12日  | 龍仁                 | 龍仁ミルスタジアム                                 | 中国                     | ○2-0          | 森保一                     | EAFF E-1サッカー選手権2025                                      |

### ゴール
| #  | 開催年月日     | 開催地   | スタジアム                       | 対戦国   | 勝敗 | 試合概要                                                        |
| -- | -------------- | -------- | -------------------------------- | -------- | ---- | --------------------------------------------------------------- |
| 1. | 2008年11月13日 | 神戸     | ホームズスタジアム神戸           | シリア   | ○3-1 | キリンチャレンジカップ2008                                      |
| 2. | 2009年5月31日  | 東京     | 国立霞ヶ丘競技場陸上競技場       | ベルギー | ○4-0 | キリンカップサッカー2009                                        |
| 3. | 2009年10月8日  | 静岡     | アウトソーシングスタジアム日本平 | 香港     | ○6-0 | AFCアジアカップ2011予選                                         |
| 4. | 2019年10月10日 | さいたま | 埼玉スタジアム2002               | モンゴル | ○6-0 | 2022 FIFAワールドカップ・アジア2次予選兼AFCアジアカップ2023予選 |